# Disability Pride
L'espressione inglese Disability Pride (letteralmente orgoglio dei disabili), In principio denominato Handy Pride, richiama in italiano due concetti distinti: quello di fierezza delle persone con disabilità e quello di pride parade (parata dell'orgoglio), la marcia dell'orgoglio disabile che mantiene in vita la memoria dell'inclusione sociale e dei diritti dei disabili.

## Storia

### In Italia
Il primo Pride dei disabili italiani si tenne in più appuntamenti,  organizzati da Carmelo Comisi, tra luglio e agosto, in diversi Comuni della provincia di Ragusa nel 2015 il nome della prima edizione fu Handy Pride.
Nel 2016 a Palermo si tenne la seconda edizione del Pride delle persone disabili, che da allora cambiò il nome con l'attuale denominazione, cioè passando da Handy Pride a Disability Pride. Per la prima volta ci fu il gemellaggio con New York, svolgendosi in contemporanea. 
Nel 2017 si organizzò il Pride a Napoli.
Nel 2018 si tenne la prima parata del Disability Pride Italia a Roma.
A seguito del lavoro realizzato da Carlo Comisi, nasce il Disability Pride Network (DPN).

### Nel mondo
La prima parata dei disabili si era fatta a New York nel 1990 con cadenza irregolarmente.
Il Disability Pride, soprattutto in Italia, con le diverse attività che organizza nel corso dell'anno, sta assumendo sempre più il ruolo di movimento culturale che propone alla società civile un modo nuovo di vivere, pensare e valorizzare la disabilità.
Questo percorso partito dal basso, sia socialmente che geograficamente parlando, dunque "basso" nel vero senso della parola, prende il via nell'estate del 2015 quando Carmelo Comisi (all'epoca presidente del Movimento vita indipendente SICILIA e consulente del sindaco di Vittoria in materia di accessibilità e diritti civili) organizza, col nome di Handy Pride, una manifestazione itinerante in più Comuni della provincia di Ragusa, manifestazione che consisteva in più spettacoli intervallati dalla lettura di alcuni articoli della convenzione ONU sui diritti delle persone con disabilità. 
L'interesse mediatico suscitato dalla manifestazione offre a Carmelo l'opportunità di entrare in contatto con il Jazzista Mike Le Donne, l'organizzatore del Disability Pride di New York, da quest'incontro avvenuto per mezzo della Rete nasce l'idea di unire simbolicamente le due manifestazioni, dandogli lo stesso nome e organizzandole nello stesso periodo, così il Pride nostrano si sposta dalla Provincia alle grandi Città, prima a Palermo, poi a Napoli e dal 2018 a Roma, parallelamente a ciò altre nazioni si interessano al Pride della disabilità.
Nel 2020, a causa della pandemia di Covid-19, il Disability Pride diventa una trasmissione televisiva in contemporanea ad un evento in presenza organizzato al teatro Ghione di Roma.

## Settimana dell'orgoglio disabile
La settimana dell'orgoglio dei disabili (o in lingua inglese Disability Pride Week, in lingua spagnola Semana del orgullo en la discapacidad) è un evento annuale che promuove la visibilità e la consapevolezza diffusa dell'orgoglio sentita positivamente dalle persone con disabilità.
Segna una pausa rispetto al concetto tradizionale associato alla disabilità come vergogna, che nasconde la disabilità dello spazio pubblico e la consapevolezza generalizzata.

## Edizioni
| N° | Luogo   | Anno           | Tema               | Note   |
| -- | ------- | -------------- | ------------------ | ------ |
| 1  | Ragusa  | 2015           |                    | [ 14 ] |
| 2  | Palermo | 2016           |                    | [ 15 ] |
| 3  | Napoli  | 2017           | #NONTINASCONDERE   | [ 16 ] |
| 4  | Roma    | 2018           |                    | [ 17 ] |
| 5  | Roma    | 14 luglio 2019 | #INCLUSIVOPRESENTE | [ 18 ] |
| 6  | RaiPlay | 2 ottobre 2020 |                    | [ 22 ] |